# Nikon D7100
La Nikon D7100 es una cámara fotográfica DSLR semiprofesional de 24.1 megapixeles con formato DX lanzada al mercado por Nikon el 21 de febrero de 2013.

## Lista de características
- Sistema de procesamiento de imágenes EXPEED 3.
- Vídeo de máxima definición (Full HD) (1.920 x 1.080 a 60i)
- Pantalla LCD de alta resolución de 7,5 cm (3.2 pulgadas) y 1.299.000 puntos.
- Previsualización en pantalla.
- Disparo continuo a 6 fps.
- Sistema de autofoco de 51 puntos de gran nitidez con quince sensores en cruz en el centro
- Detección de caras.
- Sensibilidad ISO (100-6400) (ampliable hasta ISO 25600 de forma manual)
- Doble ranura para tarjetas SD: compatible con tarjetas SDXC.
- Cuerpo de aleación de magnesio.
- Sistema de reducción del polvo.
- Soporte para GPS.
- Compatibilidad con objetivos: Montura Nikkor F, AF-S, AF-I, AF-D, Nikkor Manual AI/AIS.